# Cosmochthonius assamensis
Cosmochthonius assamensis är en kvalsterart som beskrevs av Talukdar och Chakrabarti 1984. Cosmochthonius assamensis ingår i släktet Cosmochthonius och familjen Cosmochthoniidae. Inga underarter finns listade i Catalogue of Life.